# 정신철
| 전임 최기산 (보니파시오) | 제3대 천주교 인천교구 교구장 2016년 12월 27일 - |  |

정신철(鄭信喆, 1964년 10월 22일 ~ )은 천주교 인천교구 제3대 교구장 주교이다. 세례명은 요한 세례자이다. 1993년 사제 서품을 받은 뒤 2010년 주교 서품을 받고 인천교구의 보좌 주교에 임명돼 주교 서품을 받고 주교회의 해외선교·교포사목위원회 위원장, 교육위원회 위원장 등으로 활동했다.

## 약력
정신철은 1964년 10월 인천광역시 송림동에서 출생하였으며, 신앙심이 투철한 부모 밑에서 자라 어린 시절 복사를 서며 본당 신부들과 가깝게 지내면서 사제직을 자연스럽게 받아들였다. 특히 부친 정종심(바오로)은 아들로부터 ‘대수도원장’이란 별명으로 불릴 정도로 기도 생활을 충실히 했다고 하며, 모친 박순정(도미나)은 인천 지역 복음화에 헌신한 증거자 박순집(베드로, 1830~1911)의 후손이다. 이들 부부는 성인의 이름을 본따 두 아들의 이름을 지었다. 첫째 아들 정대철에겐 유대철 베드로 성인의 이름과 세례명을, 둘째는 정신철(가롤로) 성인의 이름을 붙여줬다. 1993년 사제품을 받은 정신철은 삼정동성당 보좌 신부를 거쳐 2002년 파리 가톨릭 대학교에서 실천신학인 교리교육학으로 박사학위를 받았다. 한국 교회 최초의 교리교육학 박사로 기록돼 있다. 2002년 역곡2동성당 보좌 신부를 거친 뒤 한국천주교주교회의 교리교육위원회 위원으로서 주교회의가 발간하는 청년교리서 1~4권 저술에 참여하기도 했다.
2010년 4월 29일 교황 베네딕토 16세에 의해 천주교 인천교구의 보좌 주교와 쿠이쿨 명의주교로 임명되어, 같은 해 6월 16일 오후 2시 인천 삼산월드체육관에서 주교품을 받았다. 2016년 5월 30일 인천교구장 최기산 주교가 갑작스럽게 선종해 교구장이 공석이 되자, 인천교구 참사회는 6월 3일 정 주교를 교구장 직무 대행으로 선출했다. 6월 4일 정 주교는 교황청에 의해 교구장 서리로 임명되었으며, 11월 10일 제3대 인천교구장에 임명됐다. 정신철의 교구장 착좌 미사는 12월 27일 인천 답동성당에서 거행됐다.

## 문장
정 주교의 문장은 주교의 전통적 상징인 목자의 모자와 중앙의 지팡이, 신앙의 수호를 상징하는 방패로 표현했다.
방패 상단의 빨간색은 그리스도의 수난과 죽음, 성령의 은사와 그리스도를 따르는 순교적 열정을 상징한다. 흰 비둘기는 지상을 향해 힘차게 강림해 참 평화와 구원을 주는 성령을 형상화했다. 방패 오른편 녹색 바탕의 성체와 말씀의 식탁은 하느님 사랑을 구체적으로 체험하는 영적양식을 의미한다. 성체가 V자 형태로 쪼개진 것은 '내가 세상을 이겼다'(요한 16,33)고 한 예수 그리스도에 대한 행동하는 믿음을 역동적으로 표현한 것이다. 왼편의 진한 남색 바탕에 빛나는 별은 인천교구 수호성인인 바다의 별 성모 마리아를 상징한다.
정 주교의 사목표어는 요한 1서 4장 16절의 'Deus caritas est'(하느님은 사랑이십니다)라는 성경 구절로, 하느님의 끝없는 보편적 사랑을 교구민들과 나누고 온 세상에 전파하겠다는 의미를 담고 있다. 정 주교는 “주교 임명 소식을 듣는 순간 이 말씀이 떠올랐고, 성체조배를 하는 내내 이 말씀이 머릿속을 맴돌았다”고 밝혔다.